# Cosmarium tetragonum
Cosmarium tetragonum là một loài Song tinh tảo trong họ Desmidiaceae, thuộc chi Cosmarium.